# Menlo Park (Pretoria)
Menlo Park est un quartier commerçant situé à l'est du centre-ville de Pretoria en Afrique du Sud. Il est entouré des quartiers résidentiels et aisés de Waterkloof (sud-ouest), Brooklyn (ouest), Lynnwood (nord et est) et Ashlea Gardens (sud).
Menlo Park a une position centrale à proximité de l'autoroute N1 et des grands centres commerciaux (Menlyn et Brooklyn Mall). Il accueille également de nombreux lieux de vie de détente et de loisirs (bars, théâtre, restaurants).

## Localisation urbaine
Menlo Park est délimité à l'ouest par Brooklyn road, au nord par Lynwood road, à l'est par Border West road. Ses voies principales sont Atterbury road, Anderson street, Mackenzie street, Justice Mahomed Street (ancienne Charles Street), Thomas Edison street et Brooks street.

## Démographie
Selon le recensement de 2011, Menlo Park comprend plus de 4 168 résidents, principalement issu de la communauté blanche (79,27 %).
Les noirs représentent 16,60 % des habitants tandis que les Coloureds et les indiens représentent un peu plus de 4 % des résidents.
Les habitants sont à 65,12 % de langue maternelle afrikaans, à 22,03 % de langue maternelle anglaise ou encore à 2,63 % de langue maternelle Sepedi.

## Historique
Si le lotissement de Menlo Park a été créé en 1934 par un promoteur immobilier du nom de Manfred Atterbury, il ne s'est véritablement développé et urbanisé que durant les années 1960. À cette époque, Menlo Park marquait les limites orientales de la ville de Pretoria.
Lors de l'achat des terrains par Atterbury, le secteur était déjà connu sur les cartes sous la dénomination Straeburn mais il était prévu par son promoteur que le futur quartier résidentiel prennent le nom de Cherokee. Trop connoté américain, il prend finalement le nom de Menlo Park en hommage au Menlo Park du New Jersey, où Thomas Alva Edison, un ami du père de Manfred Atterbury, avait établi son entreprise industrielle.

## Politique
Le quartier de Menlo Park est un bastion de l'Alliance démocratique. Lors des élections générales sud-africaines de 2014, l'Alliance démocratique a remporté de 77 à 82 % des suffrages dans les 2 circonscriptions électorales comprenant des portions de Menlo Park devançant le congrès national africain (7 à 10 %).

## Établissements scolaires
- Laerskool Menlo Park
- Hoërskool Menlo Park